# Пренцлау
Пре́нцлау (нем. Prenzlau, происх. от Pribislav) — город в Германии (ФРГ), районный центр, расположен в земле (государстве) Бранденбург.
Город входит в состав района Уккермарк. Занимает площадь 142,18 км². Официальный код — 12 0 73 452. Город подразделяется на 24 городских района. Город расположен на реке Укер и Нижне-Укерском озере.
В литературе: действие романа Ганса Фаллады «Кошмар в Берлине» происходит в городе Пренцлау.

## История
Еще в Χ веке в этой местности жили Украны, или Ухры, восточная ветвь полабских славян. А Пренцлау (Prenzlau) упоминается с 1188 года. С 1250 года поселение принадлежало Бранденбургу, а точнее бранденбургскому маркграфу Иоанну который женился на дочери Барнима — Ядвиге, принесшей ему как приданое Укеранскую область и город Пренцлав. В течение почти трех столетий эта местность служила «яблоком раздора» между Бранденбургом, Померанией и Мекленбургом. Так в 1328 году Барним III и его отец заключили мирный договор с Мекленбургом. В 1329 году им пришлось воевать с Бранденбургом, войска которого были разбиты под Пренцлау. В 1331 году был заключен мирный договор, который продержался всего несколько месяцев. Барним возобновил военные действия и разгромил войско бранденбуржцев при Креммене. Конец этой войне положил мир, заключённый 28 июня 1333 года.
В 1806 году здесь во время агрессии республиканской Франции против Пруссии 11-тысячный прусский отряд под началом генерала Фридриха-Людвига Гогенлое сдался французскому воинскому начальнику Мюрату, в другом источнике указано с 10 000 человек и 64 орудиями.
Позже Пренцлау как город находился в прусской провинции Бранденбург, и был прежде главным городом Укермархии. В поселении сохранялись, на 1898 год, остатки древних укреплений (Штетинская башня с воротами и башня ведьм). 
В 1898 году в городе проживало около 20 000 жителей, функционировали два железоделательных завода и один сахарный, сигарная фабрика, железнодорожная станция Пренцлау. В 1909 году в городе проживало около 21 000 жителей, а в 1916 году — 21 386.
В сентябре 1939 немецкие оккупационные войска устроили в бывшей казарме артиллерийского полка лагерь для военнопленных Офлаг II-А. В нем содержались в основном бельгийские и польские офицеры.
27 апреля 1945 года город был освобождён, в ходе Берлинской операции, от войск нацистской Германии войсками 2-го Белорусского фронта РККА ВС Союза ССР. Из лагеря для военнопленных было освобождено 2311 офицеров бельгийской армии, в том числе 33 генерала. Сразу после освобождения бельгийские генералы Минкельс и Ван дер Берген вручили маршалу Советского Союза Рокоссовскому благодарственное письмо, в котором жаловались на плохое содержание и многочисленные нарушения положений Женевской конвенции администрацией лагеря. Затем, освобожденный генералитет бельгийской армии был доставлен в Москву экипажами 10-й Гвардейской авиационной транспортной дивизии ГВФ. В столице для освобожденных генералов провели несколько экскурсий, они посетили Большой театр, выставку трофейного оружия, московское метро. 7 мая бывшие узники лагеря Пренцлау отправились в Одессу. 12 мая генералы отплыли на родину.  

## Население
| Год  | Численность | Численность |
| ---- | ----------- | ----------- |
| 1890 | 18 161      |             |
| 1910 | 21 573      |             |
| 1925 | 21 799      |             |
| 1933 | 22 357      |             |
| 1939 | 24 984      |             |
| 1946 | 17 669      |             |
| 1950 | 18 917      |             |
| 1964 | 20 359      |             |
| 1971 | 21 742      |             |
| 1981 | 23 281      |             |
| 1985 | 23 747      |             |
| 1990 | 25 900      | [ 13 ]      |
| 2000 | 22 737      | [ 13 ]      |
| 2010 | 20 078      | [ 14 ]      |
| 2020 | 18 849      | [ 15 ]      |
| 2021 | 18 706      | [ 16 ]      |
| 2022 | 18 909      | [ 17 ]      |
| 2023 | 19 022      | [ 18 ]      |

## Известные уроженцы
- Август, Эрнст Фердинанд (1795—1870) — немецкий физик и изобретатель.
- Кайзер, Отто (1924—2017) — немецкий учёный, богослов.
- Хузадель, Ханс Феликс — реформатор немецкого военного оркестра.
- Цастров, Карл (1836—1903) — немецкий писатель и поэт/
- Штар, Адольф Вильгельм (1805—1876) — немецкий прозаик, критик, литературовед, историк литературы и искусства.

## Галерея

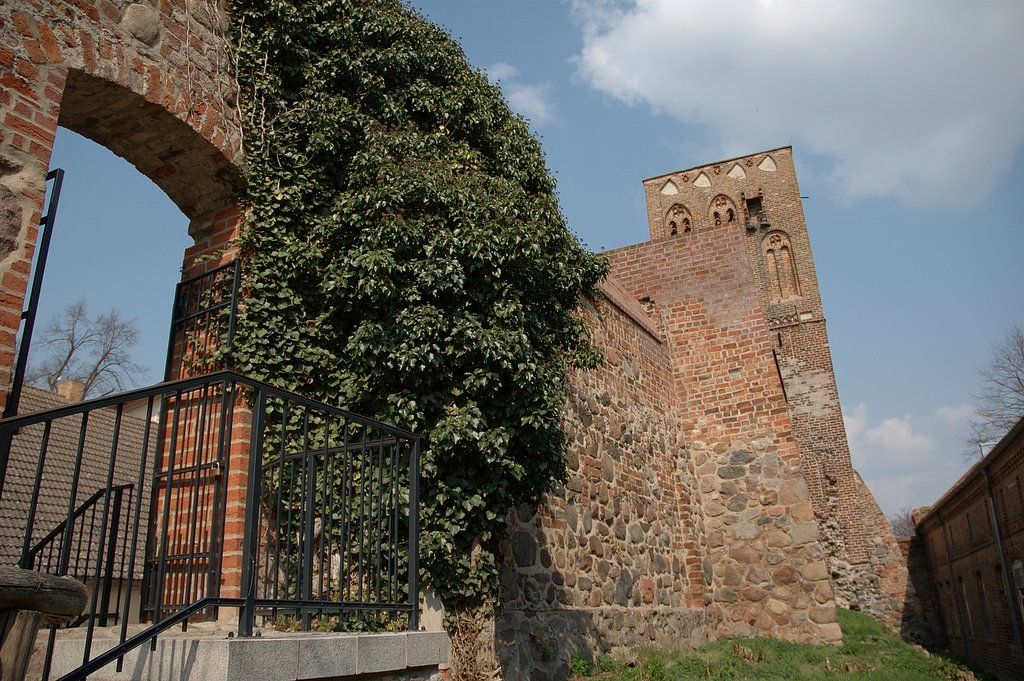
Городская стена
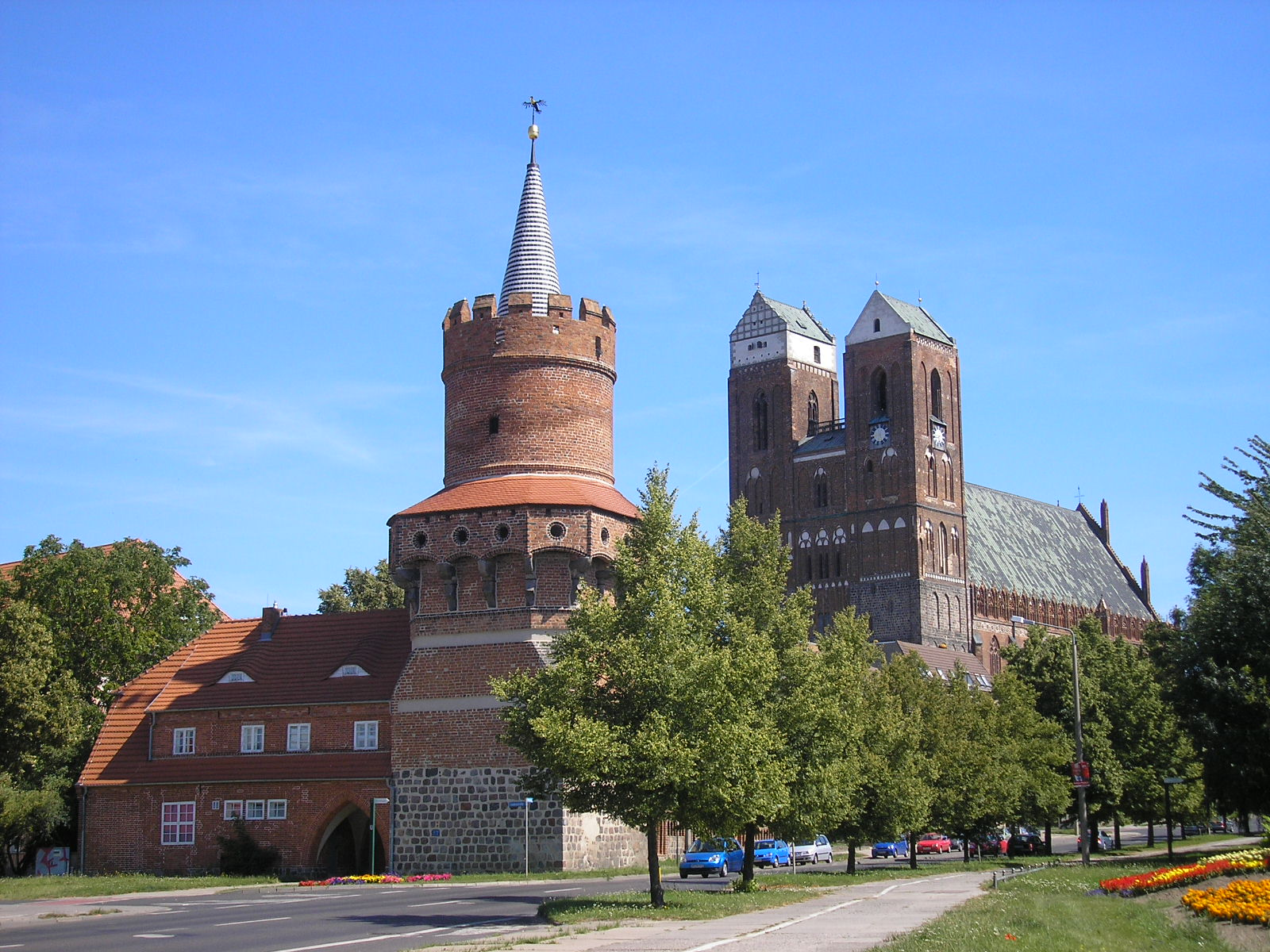
Центральные башенные ворота кирхи Св. Девы Марии
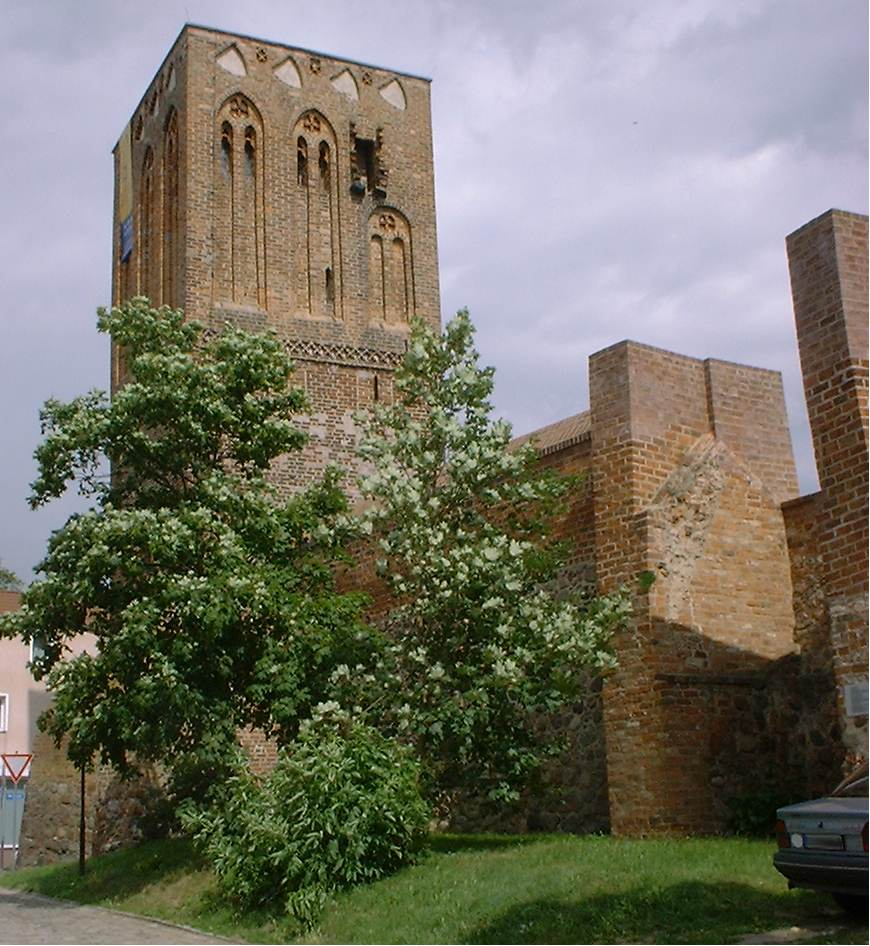
Шведская башня и городские стены
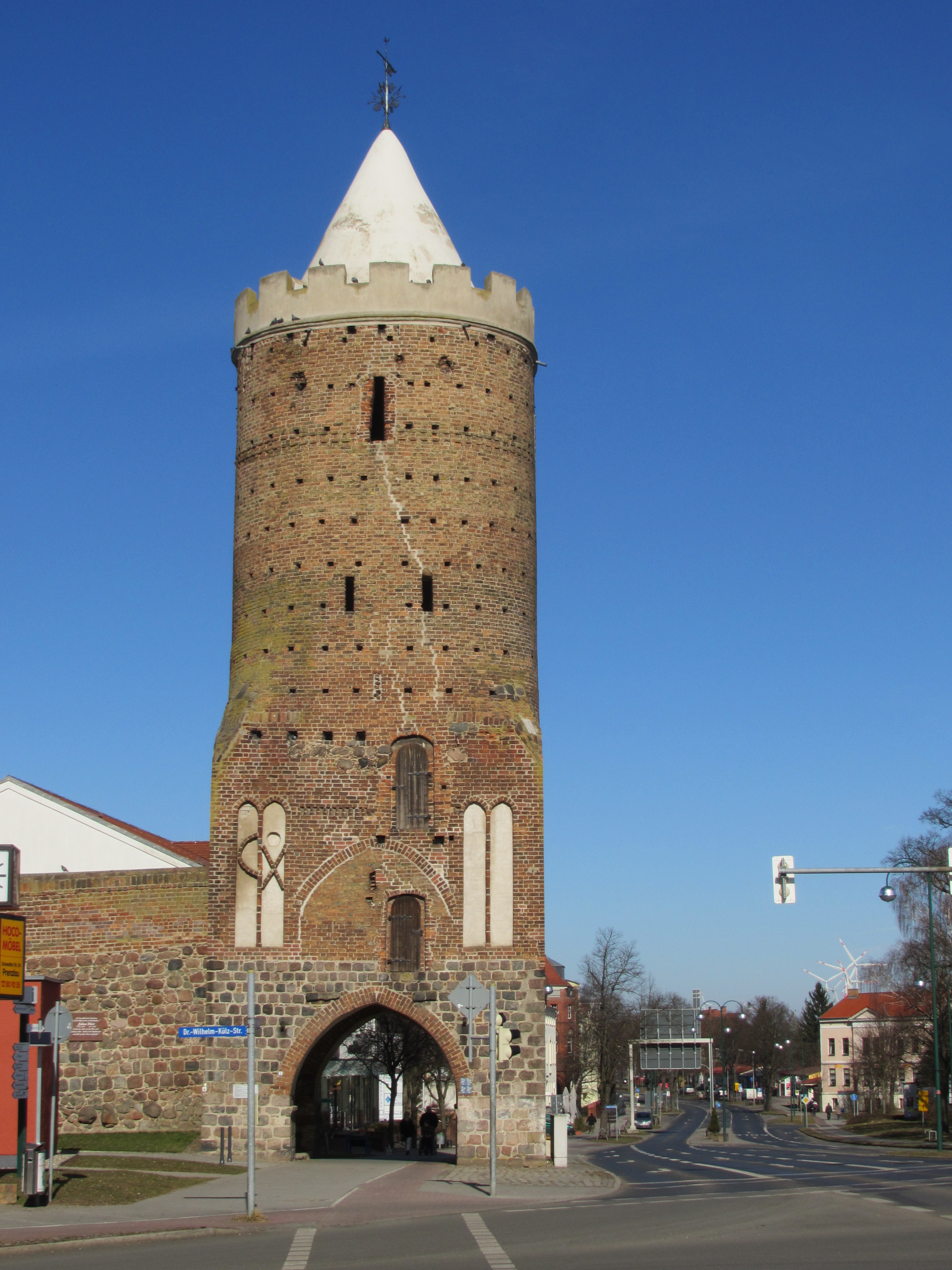
Щецинские ворота
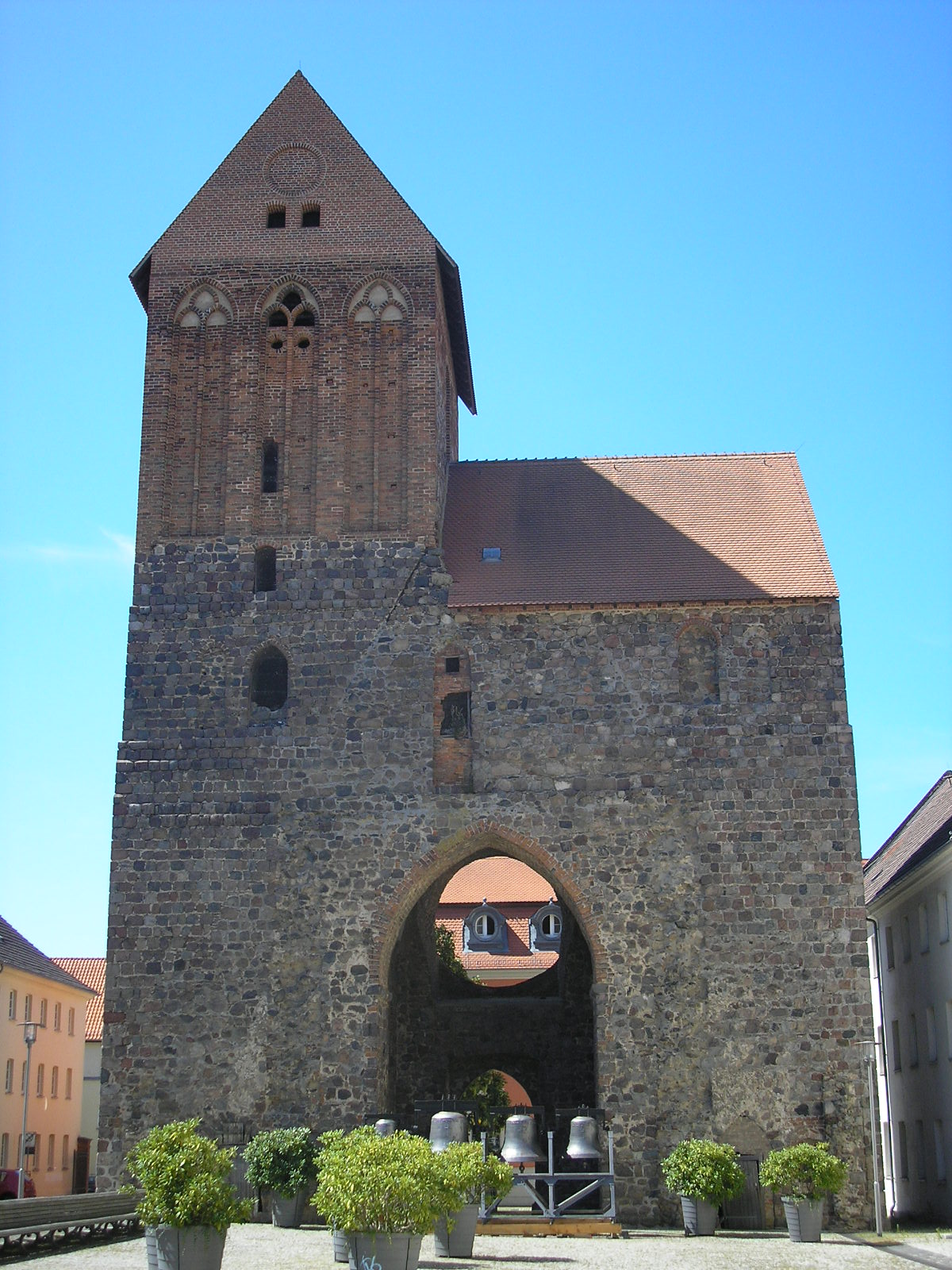
Западное крыло старой кирхи Св. Николая
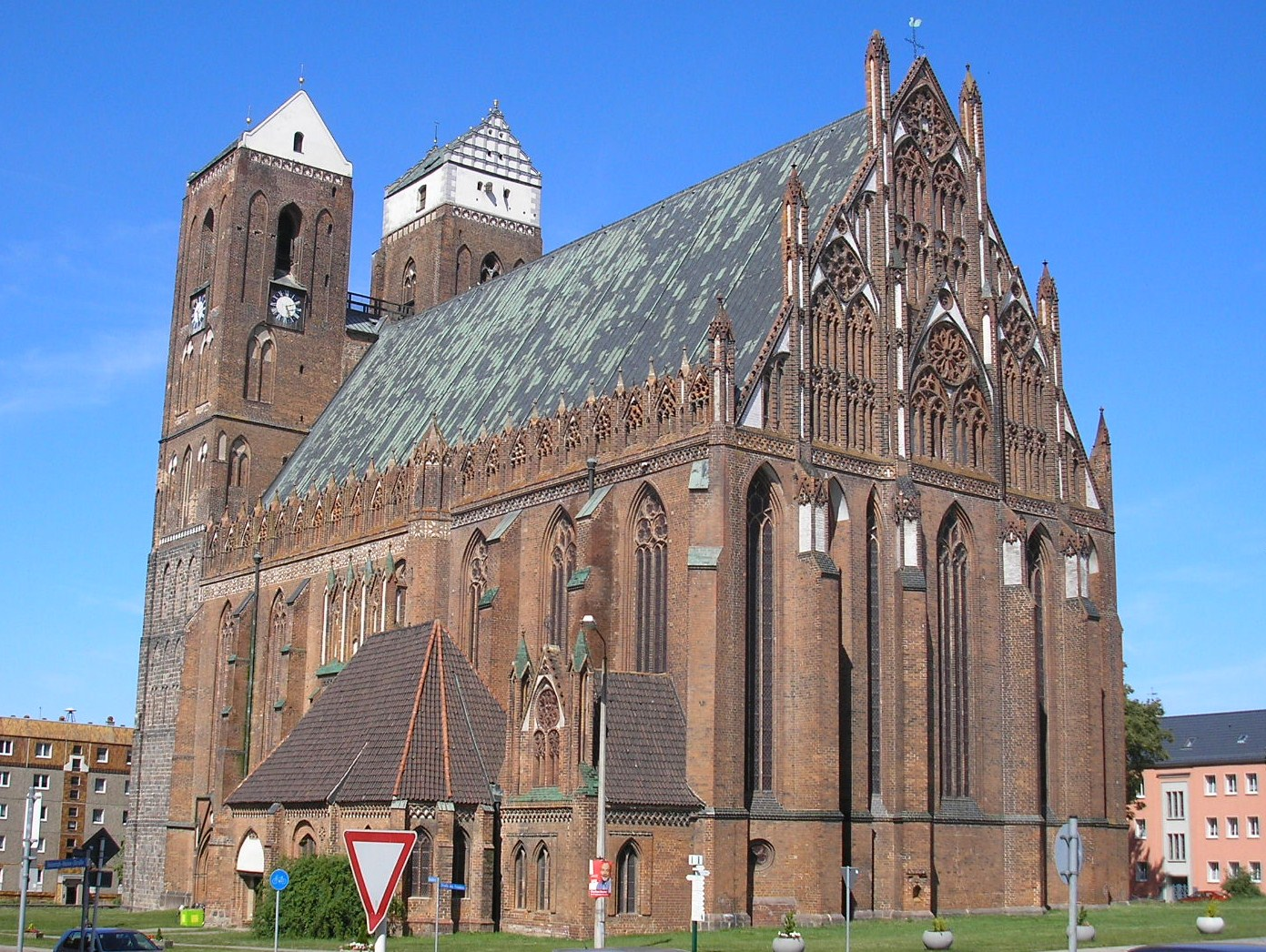
Кирха
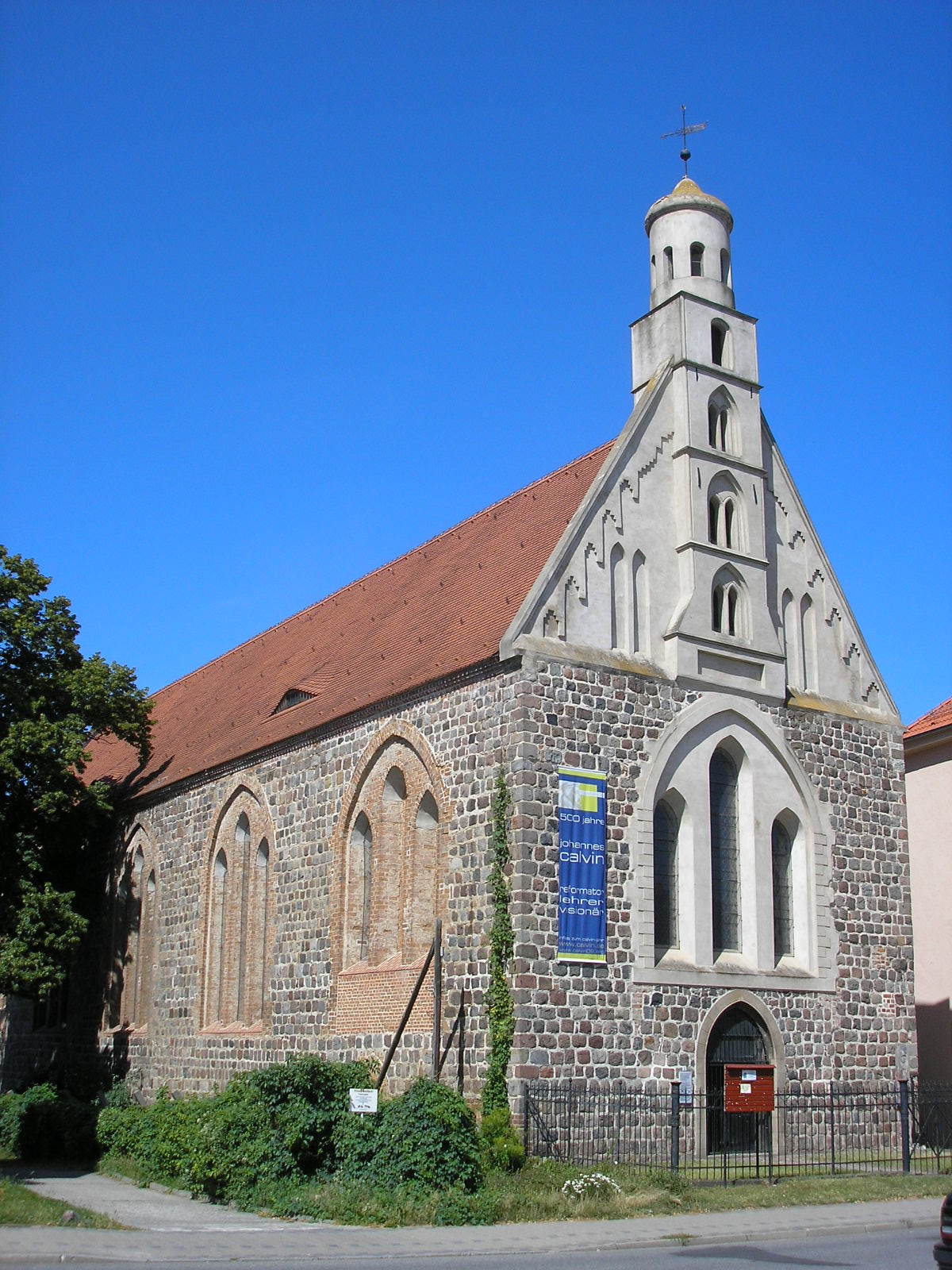
Бывший францисканский костёл
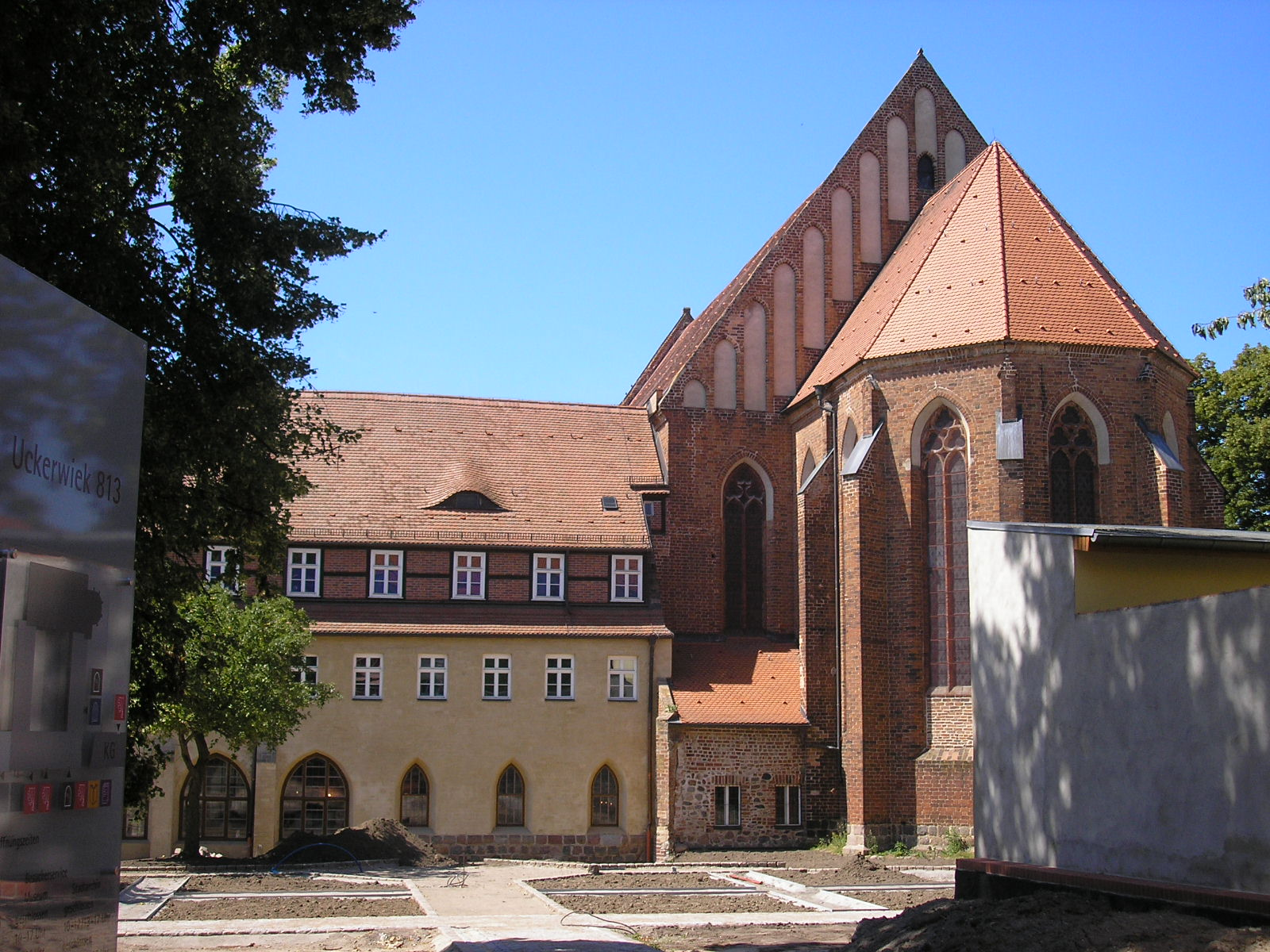
Бывший доминиканский костёл
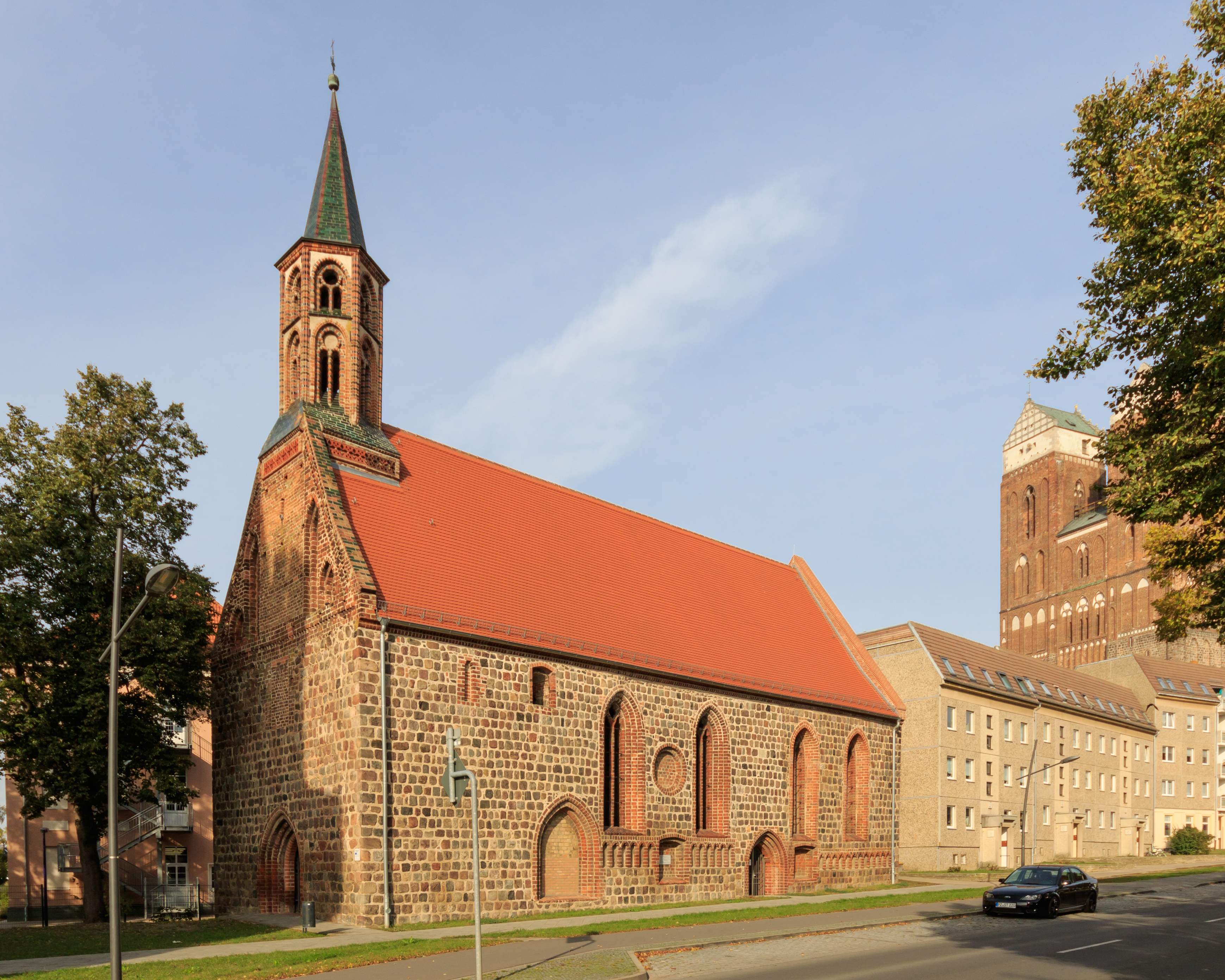
Часовня Св. Духа
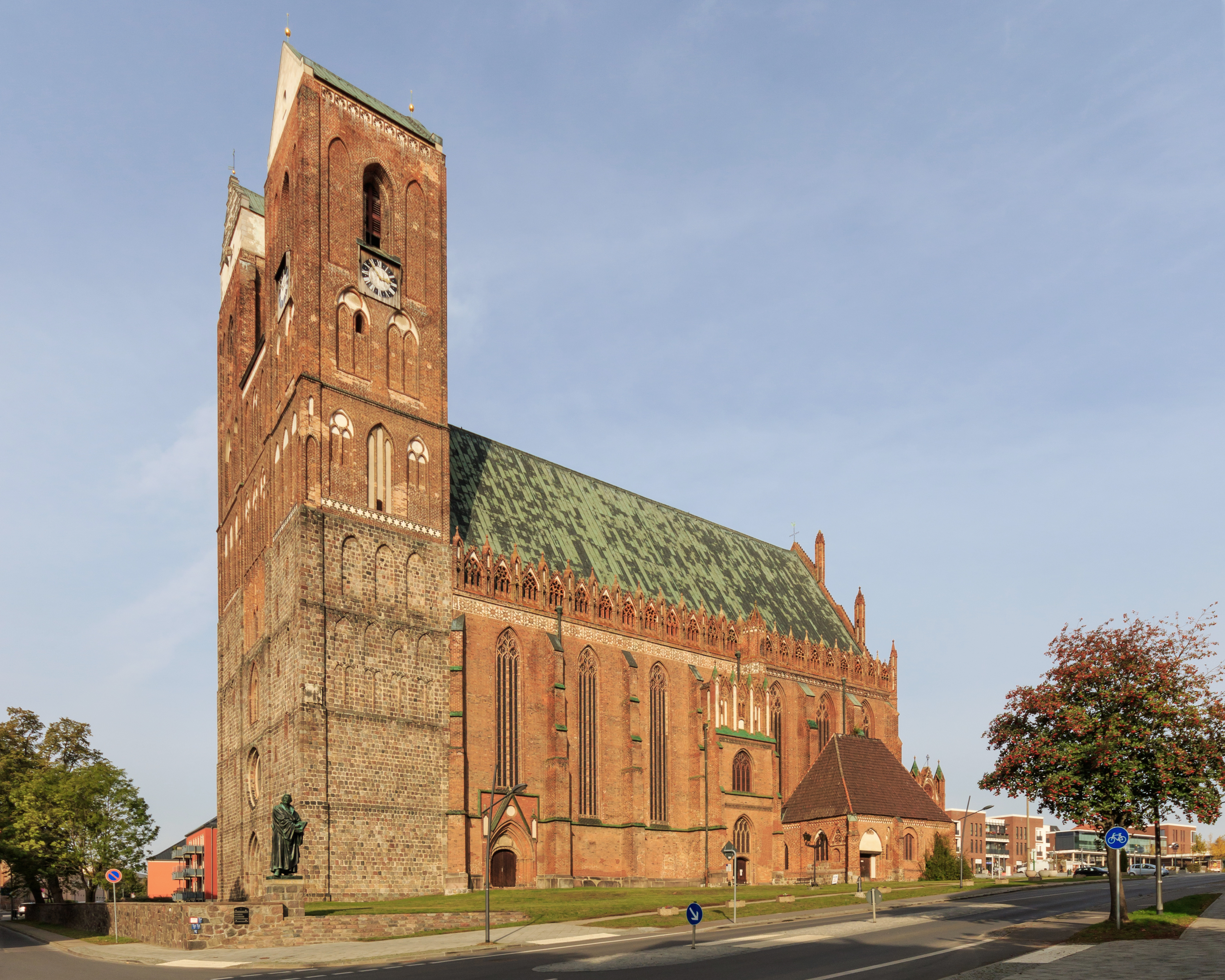
Кирха
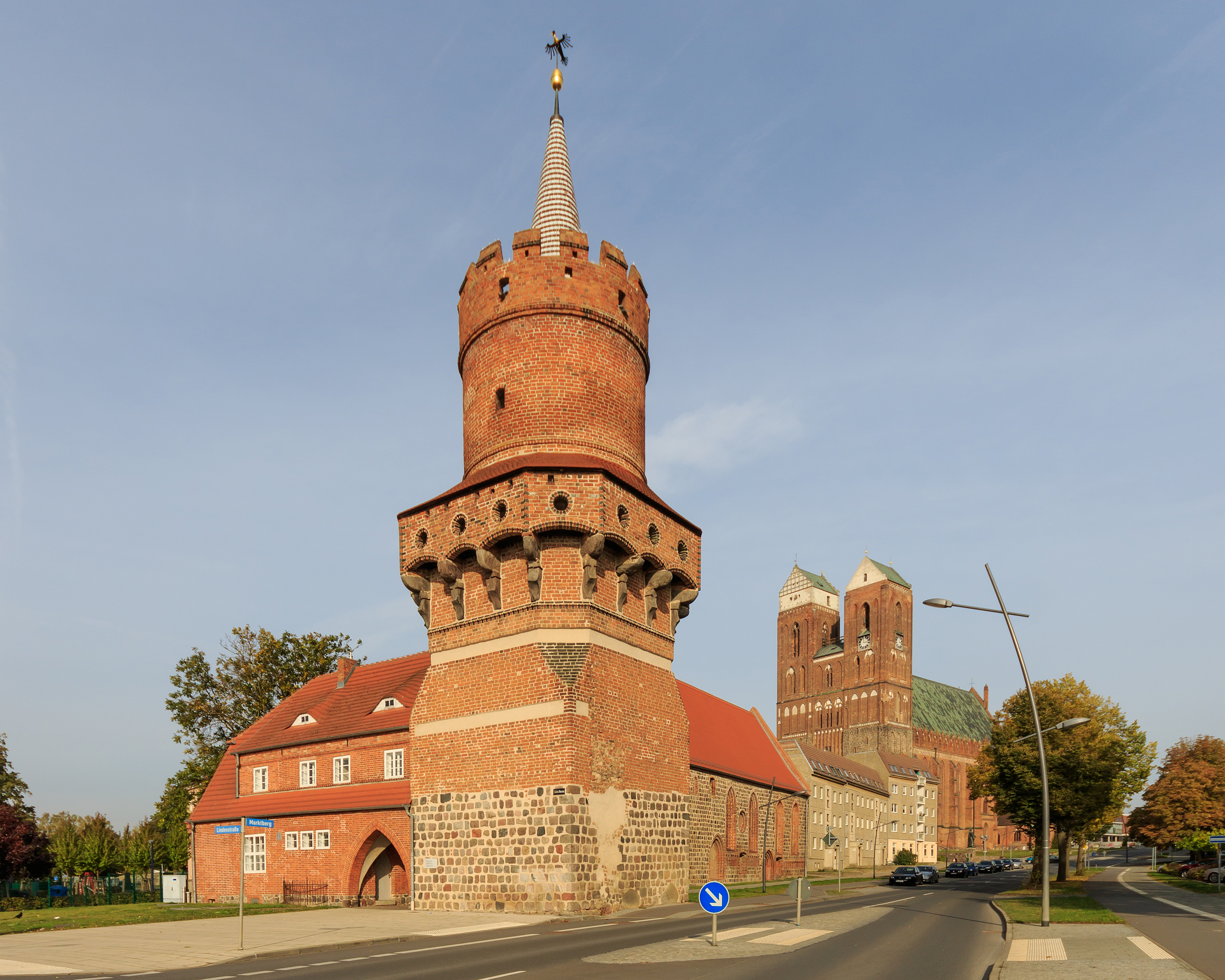
Крепостная башня
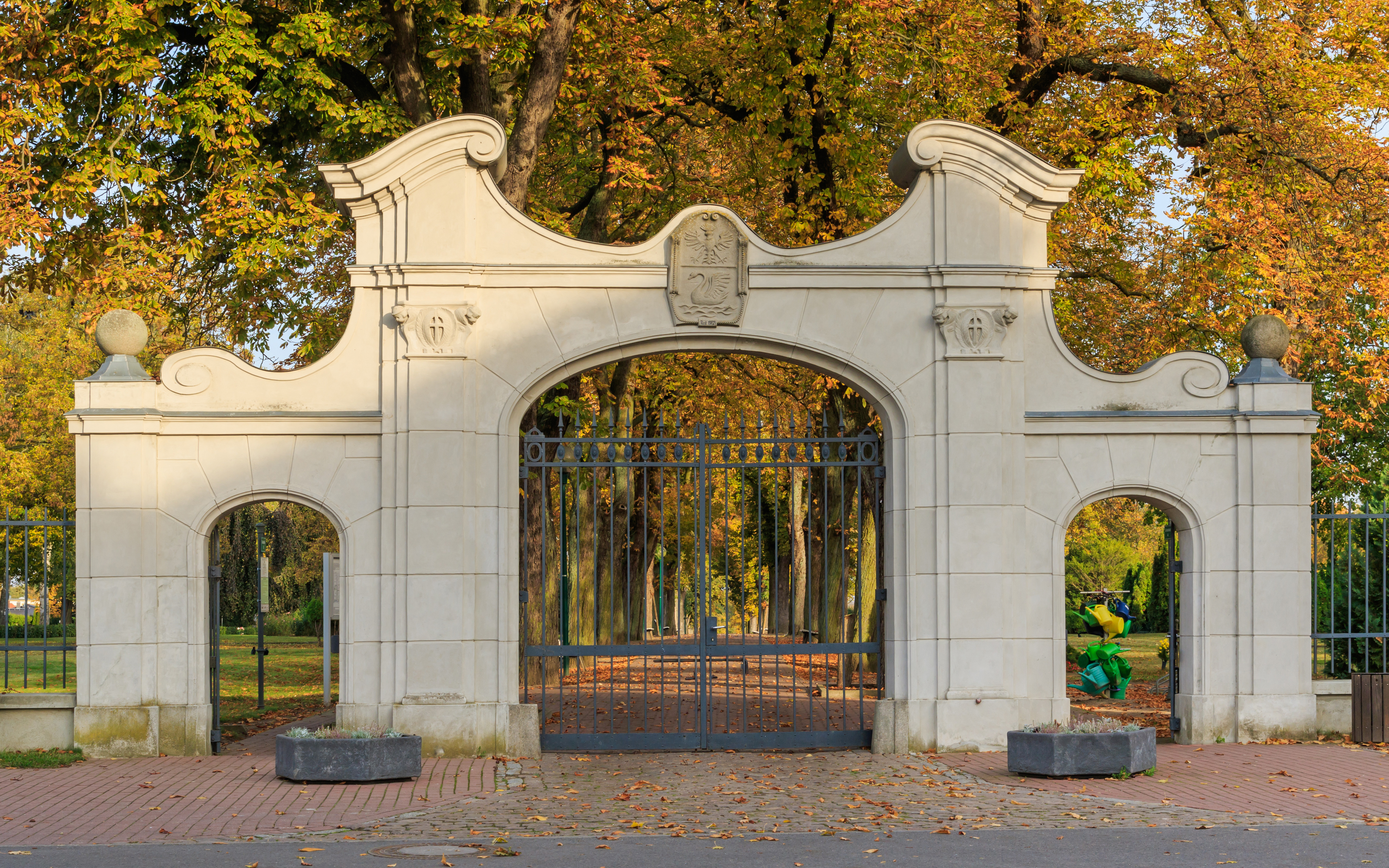
Кладбище
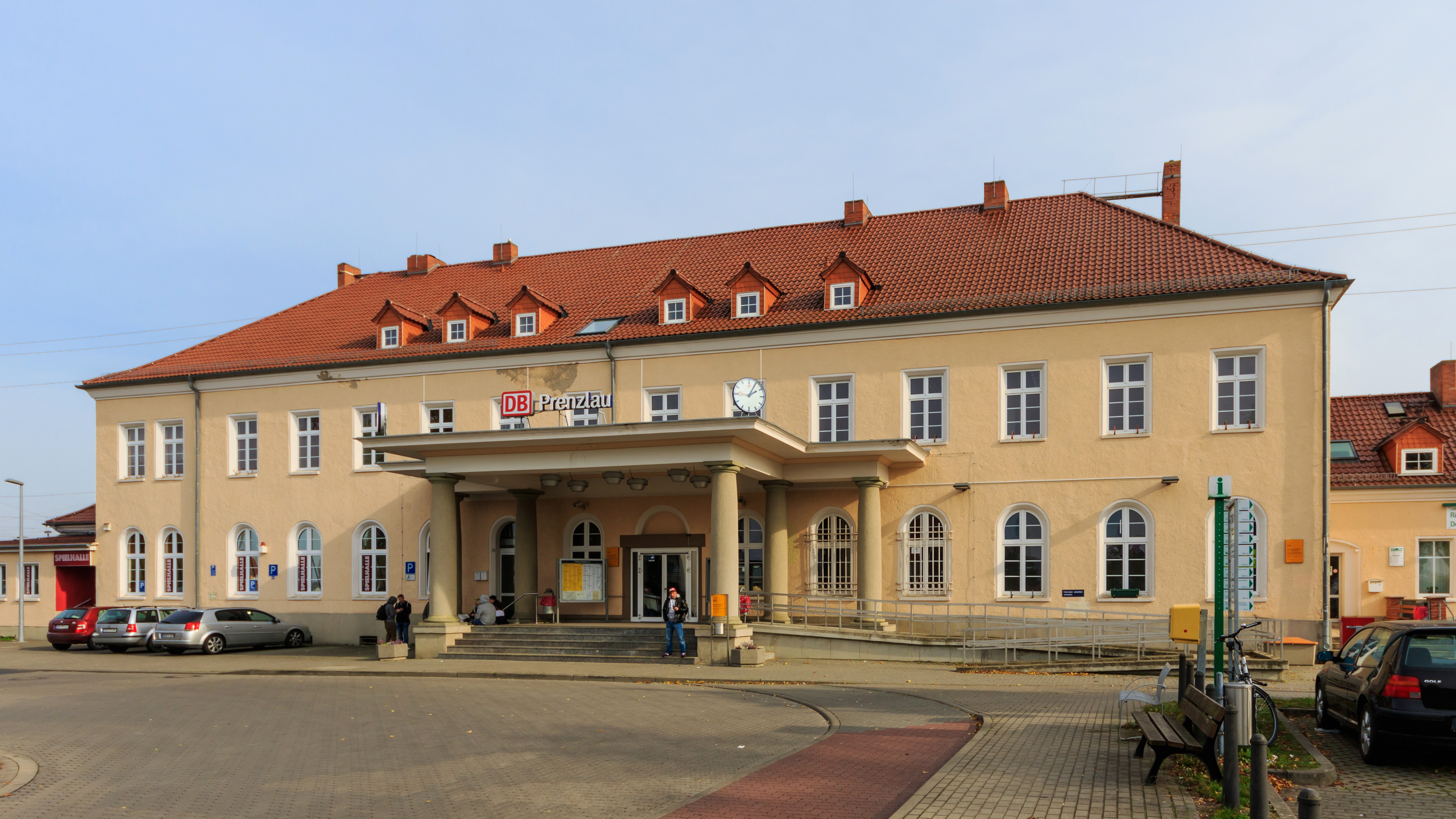
Железнодорожный вокзал
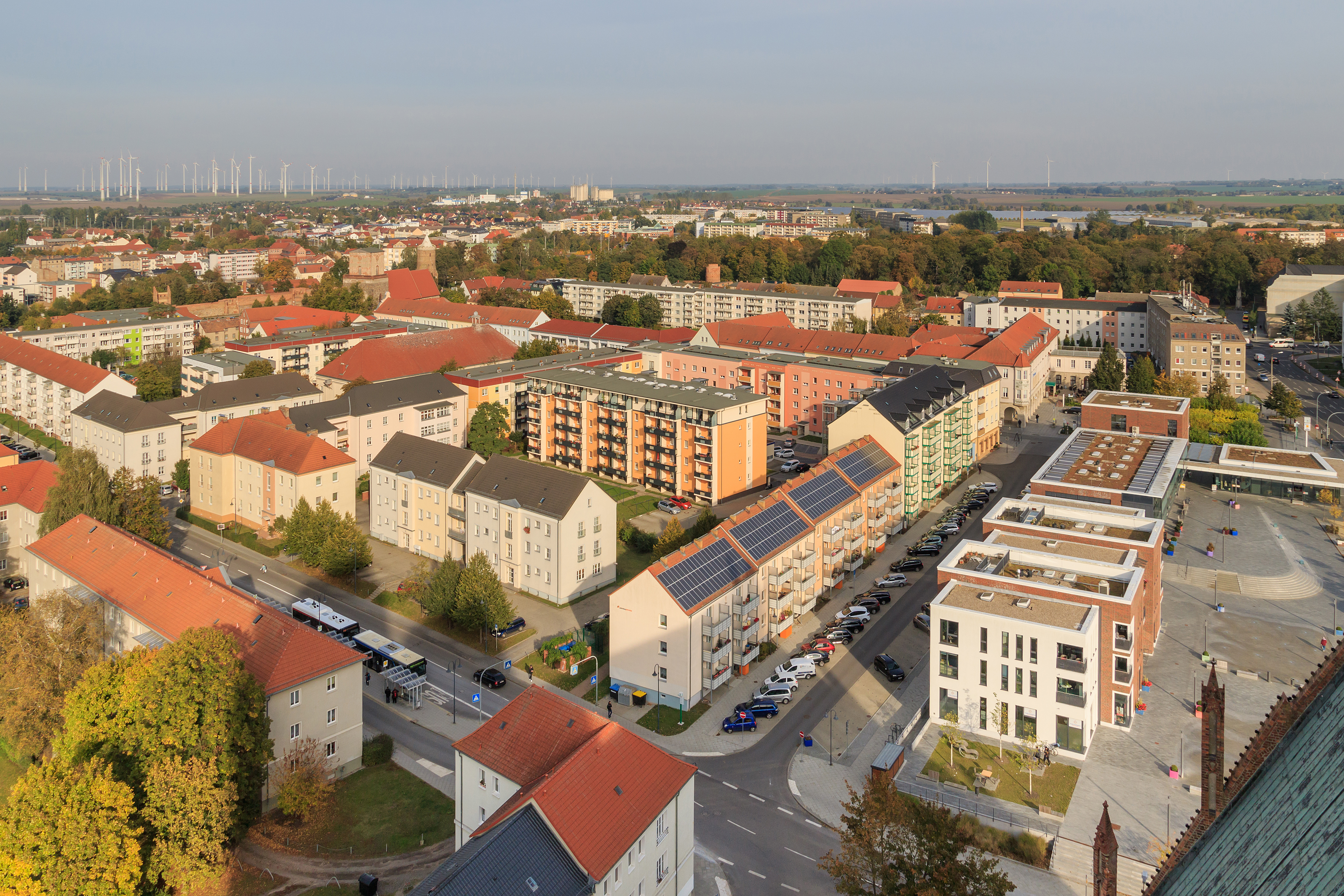
Вид на город